# Vụ án Vưu Hữu Chánh
Vụ án Vưu Hữu Chánh là một vụ án một bác sĩ giám đốc bệnh viện Nhi Hà Nội giết người bằng thạch tín trong thập niên 1960. Quá trình điều tra có sự tham gia chỉ đạo của nhiều lãnh đạo cấp cao trong ngành y tế.

## Thông tin chung
Đầu năm 1947, Trường Đại học Y khoa (nay là Đại học Y Hà Nội) và Bệnh viện Thực hành rút khỏi Thủ đô sau ngày Toàn quốc kháng chiến, phải di chuyển từ Hà Nội về vùng nam Hà Đông, lên thị xã Tuyên Quang, rồi theo quốc lộ 2 tới cây số 31 thì rẽ vào huyện lỵ Chiêm Hóa và cuối cùng chốt lại ở khu vực làng Ải, nằm ở hai bên bờ ngòi Quẵng, một con ngòi nhỏ chảy theo hướng Bắc-Nam, đổ ra sông Gâm. Khu bờ phải của ngòi Quẵng là nơi có Bệnh viện thực hành và khu lán ở, giảng đường của sinh viên, vượt qua ngòi Quẵng sang bờ trái, đi ngược lên hướng Bắc 1-2 cây số là khu lán ở của cán bộ giảng dạy của trường.
Vưu Hữu Chánh là một trong số hai sinh viên thi tốt nghiệp bác sĩ y khoa kỳ III của trường đại học Y Dược tại vùng kháng chiến vào ngày 28 tháng 7 năm 1947. Bác sĩ Chánh được giữ lại làm phụ giáo của trường, kiêm phụ trách “Quân y đại học” và có thời gian phụ trách Giáo vụ hoặc tham gia hiệu đoàn. Bên cạnh hai giáo sư ngoại khoa, sau thêm giáo sư Đặng Văn Ngữ, chỉ còn có Vưu Hữu Chánh được giữ lại trong biên chế trường. Nhà của bác sĩ Vưu Hữu Chánh nằm ngay lối vào, đi ngược lên phía Bắc cũng là ngược hướng ngòi Quẵng thì tới khu lán ở của gia đình các giáo sư Hồ Đắc Di, Tôn Thất Tùng. Gần đó còn có nhà ở của Bộ trưởng Bộ quốc gia giáo dục Nguyễn Văn Huyên, của Vụ trưởng Vụ Đại học Ngụy Như Kontum.
Các kỳ thi “lên lớp sớm” năm học 1948-1949 bắt đầu mở ngay từ cuối tháng 5-1949 (lẽ ra, là tháng 7 hay 8). Ban giám khảo gồm hiệu trưởng Hồ Đắc Di, làm chủ khảo; giáo sư Tôn Thất Tùng, Ngụy Như Kontum làm uỷ viên (nhưng hồi đó gọi là phân khảo) và Vưu Hữu Chánh (phụ khảo). Tháng 6 năm 1954, Trường Đại học Y khoa và Bệnh viện Thực hành chuyển về đóng tại xã Lang Quán, huyện Yên Sơn, Tuyên Quang. Vưu Hữu Chánh cũng tham gia giảng dạy tại đây.
Ngày 20 tháng 12 năm 1950, tại thôn Trung Giáp, xã Anh Dũng, huyện Phù Ninh, tỉnh Phú Thọ, Đội điều trị 3 là tiền thân của Bệnh viện 103 ngày nay, được thành lập, do bác sĩ Nguyễn Dương Quang làm Đội trưởng, Vưu Hữu Chánh làm Đội phó, đồng chí Phạm Thùy Liên làm Bí thư chi bộ. Đội điều trị 3 có nhiệm vụ nhanh chóng ổn định tổ chức biên chế để kịp thời lên đường phục vụ các chiến dịch.
Sau khi Chiến dịch Điện Biên Phủ thắng lợi, năm 1955, bác sĩ Vưu Hữu Chánh cùng các bác sĩ thuộc nhiều chuyên ngành khác nhau được lựa chọn đi học tập và làm Nghiên cứu sinh tại Liên Xô (1955-1960) để nâng cao tay nghề và học tập các chuyên khoa. Đây là đoàn thực tập sinh Việt Nam đầu tiên về y tế theo chương trình Nghiên cứu sinh ở Liên Xô do bác sĩ Hoàng Đình Cầu làm Trưởng đoàn.
Năm 1960, Vưu Hữu Chánh là chủ nhiệm bộ môn Nhi của Trường Đại học Y Hà Nội. Đồng thời bác sĩ Chánh là chủ tịch đầu tiên của Hội Nhi khoa Việt Nam (1961-1964).
Năm 1961, Vưu Hữu Chánh được bổ nhiệm làm giám đốc bệnh viện Nhi Trung ương. Mặc dù trong điều kiện thiếu thốn đủ thứ cả về cơ sở vật chất lẫn thuốc men nhưng với tài năng của mình bác sĩ Chánh đã trực tiếp cho rất nhiều bệnh nhân vượt qua cơn nguy kịch cùng với đó là đưa ra những phác đồ điều trị hết sức tân tiến.

### Gia đình riêng
Vưu Hữu Chánh kết hôn với y tá Nguyễn Thị N. cũng công tác tại Bệnh viện Nhi Trung ương. Khi chị N. sinh con thứ 3 được ít ngày thì bỗng nhiên mắc bệnh tiêu chảy khiến người gầy rộc. Sau 20 ngày, dù đã sử dụng nhiều loại thuốc cùng các biện pháp tiên tiến nhất thời bấy giờ, chị N. đã qua đời, để lại nỗi tiếc thương cho gia đình, bạn bè và đồng nghiệp.

## Bối cảnh
Thiếu tướng Nguyễn Quang Phòng lúc đó là phụ trách Phòng bảo vệ y tế, Cục Bảo vệ cơ quan và văn hóa - Bộ Nội vụ (sau này đổi tên thành Bộ Công an) cũng có mặt trong đám tang của y tá N. Tại tang lễ, sự nghi vấn về nguyên nhân dẫn đến cái chết của người bệnh từ số đông bác sĩ, y sĩ đã khiến Thiếu tướng lưu ý.
Đem nghi vấn này trao đổi với một số cán bộ trong lĩnh vực y tế chuyên về nhiễm trùng, truyền nhiễm, ông được biết việc chị N. qua đời khá lạ vì dù là vi trùng Escherichia coli hay samunela, thậm chí là vi trùng Vibrio gây tả đi nữa thì cũng không thể khiến chị N. tử vong trong thời gian ngắn như vậy.
"Về nguyên tắc, mỗi người mất ở bệnh viện đều phải làm giải phẫu bệnh lý, xem nguyên nhân tử vong nhưng khi hỏi về việc giải phẫu bệnh lý với chị N. thì lại không có. Lý do Vưu Hữu Chánh đã đến nói với Giám đốc bệnh viện rằng vợ tôi mới mất đã đau đớn lắm rồi, xin không mổ xẻ để toàn thân được yên lành" – thiếu tướng Phòng kể.
Trong khi đó, Chánh vẫn tỏ ra vô cùng thương tiếc người vợ trẻ, ngày ngày mang hương hoa đến nghĩa trang Văn Điển. Mối nghi ngờ càng thêm, thúc giục thiếu tướng Nguyễn Quang Phòng cùng đồng đội phải tìm ra lời giải đáp.
Các mối quan hệ của người chồng được đưa vào tầm kiểm soát, đặc biệt là tại các bệnh viện. Quả nhiên, tại Bệnh viện Đại học Y Dược Trung ương, một dược sĩ cho biết Chánh có đến xin 3 gram thạch tín về để điều chế thuốc cho bệnh nhân. Xem giấy ký nhận bàn giao số thạch tín, điều trùng khớp là ngày Chánh đến xin thạch tín chỉ cách ngày chị N. qua đời đúng 7 ngày.

## Điều tra
Tập hợp những chứng cứ ban đầu, Thiếu tướng Nguyễn Quang Phòng thấy có cơ sở để nghi ngờ Vưu Hữu Chánh chính là thủ phạm. Thời điểm này, Chánh đã mời nhiều bạn bè thân thiết đến nhà ăn cơm và nói rằng công an đang nghi ngờ anh ta lấy thạch tín về giết vợ. Những người bạn đã hiến kế, nếu công an có hỏi thì nói xin 3 gram thạch tín để điều chế ra dung dịch liqueur fowler dùng điều trị cho bệnh nhân. Cùng với đó, Chánh sẽ đi xin các anh em trong ngành mỗi người một ít để bù vào. Chánh còn đến gặp Giám đốc của Bệnh viện Việt Xô và được bác sĩ này ký cấp cho 10 cc liqueur fowler.
Song từ 3 gram thạch tín này có thể điều chế ra một số lượng lớn liqueur fowler nên y còn đến nhiều chỗ khác để xin nhưng cũng không thể đủ. Do vậy, y đã trực tiếp khám, kê thuốc  có thành phần dung dịch này cho các bệnh nhân đến khám tại bệnh viện rồi sau đó thu lại. Để không bị ai phát hiện, Chánh chỉ kê đơn thuốc này cho những bệnh nhân ở tỉnh xa, vùng cao như Cao Bằng, Lạng Sơn, Lào Cai... Tuy nhiên, y không hề biết rằng, tất cả các việc làm này đã không thể qua được mắt lực lượng trinh sát.

## Thủ đoạn tinh vi
Một số tình tiết đã dần hé mở, tất cả các thông tin và các bằng chứng, hồ sơ về một vụ án giết người được xây dựng lên khá công phu với nghi vấn số một là bác sĩ Vưu Hữu Chánh. Do vụ án liên quan đến vị bác sĩ đầu ngành của Bộ Y tế, bản thân Chánh cũng rất có uy tín trong xã hội nên vụ việc được báo cáo lên Bộ trưởng Bộ Nội vụ Trần Quốc Hoàn. Bộ trưởng Trần Quốc Hoàn quyết định để Phòng Bảo vệ y tế trực tiếp điều tra vụ án.
Vụ việc cũng được báo cáo sang Viện Kiểm sát Nhân dân và Viện trưởng lúc đó là Hoàng Quốc Việt đã ký quyết định khởi tố vụ án. Tuy nhiên, do Chánh là một Giám đốc bệnh viện tuyến trung ương, việc điều tra có sự nhạy cảm nên thiếu tướng Phòng sang Bộ Y tế trực tiếp gặp Bộ trưởng lúc đó là Phạm Ngọc Thạch để báo cáo. Lãnh đạo Bộ Y tế chấp thuận cho điều tra vụ án, nhưng phải hết sức bí mật.
Ban chuyên án xác định, yếu tố căn bản của vụ án này là phải chứng minh được trong người y tá N. có chất asen, điều đó đồng nghĩa với việc phải khai quật tử thi nạn nhân. Thế nhưng, ngày nào Chánh cũng đến thăm mộ vợ nên việc khai quật tử thi hết sức khó khăn. Thiếu tướng Nguyễn Quang Phòng đá bàn với Thứ trưởng Bộ Y tế lúc đó là Đinh Thị Cẩn về việc sẽ điều Chánh đi công tác trong 5 ngày - khoảng thời gian vừa đủ để công tác khai quật tử thi cũng như xử lý khu vực khai quật hoàn thành. Cơ hội đã đến khi Bệnh viện tỉnh Quảng Ninh mở một hội nghị về y khoa. Vưu Hữu Chánh được Thứ trưởng cẩn yêu cầu theo cùng bà xuống Quảng Ninh dự hội nghị.
Tất cả các mẫu phẩm như tóc, móng tay, lục phủ ngũ tạng, não bộ... của chị N. cho đến đất ở trên nắp ván thiên cũng như hai bên thành rồi cả nước trong quan tài cũng đều được lấy làm mẫu vật xét nghiệm. Cục Quân y trực tiếp xét nghiệm các mẫu phẩm, sau khi thử nghiệm với những chất độc bay hơi rồi đến mã tiền, thủy ngân... đều không thấy có trong các mẫu phẩm.
Bằng phương pháp tiên tiến nhất, các bác sĩ đã tìm thấy trong tất cả các mẫu phẩm đều có chứa hàm lượng rất cao chất asen hay còn gọi là thạch tín. Kết luận xét nghiệm khẳng định, trong thi thể của N. chứa nhiều thạch tín và là nguyên nhân dẫn đến cái chết của chị. Xâu chuỗi lại tất cả các chứng cứ cũng như tài liệu thu thập được, lúc này thiếu tướng Phòng chính thức khẳng định Chánh đã đầu độc vợ bằng asen.
Sau khi có kết luận xét nghiệm, hồ sơ vụ án đã được chuyển sang Viện Kiểm sát Nhân dân tối cao và đến tận tay Viện trường Hoàng Quốc Việt. Tiếp đó, hồ sơ vụ án chuyển sang Toà án Nhân dân và Vưu Hữu Chánh được triệu tập ngay lập tức. Trước khi vụ án được đưa ra xét xử, công tố viên Nguyễn Quang Dụ, thuộc Viện KSND TP. Hà Nội đã gặp trước Chánh. Lúc đầu, Chánh khăng khăng chối tội, khẳng định rằng lượng liqueur fowler đã được cấp phát cho bệnh nhân ở các tỉnh. Tuy nhiên, với những chứng cứ mà thiếu tướng Nguyễn Quang Phòng và đồng đội thu thập được, Chánh đã phải nhận tội giết vợ bằng thạch tín.
Trong Đông y dùng thạch tín làm thuốc bổ máu, trị hen suyễn. Tây y cũng dùng thạch tín làm thuốc từ lâu với dung dịch Fowler do nhà dược học Thomas Fowler tìm ra từ việc bào chế dung dịch 1% potassium arsenite (KAsO2) thành thuốc trị thiếu máu, suyễn, vảy nến, sốt rét, giang mai... nhưng nay không dùng nữa vì quá độc. Tuy nhiên, vào năm 2001, Cơ quan Thực phẩm và Dược phẩm Mỹ (FDA) đã chấp thuận cho dùng lại thạch tín trong điều trị để chữa một loại bệnh ung thư bạch cầu là acute promyelocytic leukemia.

## Kết án
Theo lời khai của hung thủ, do mâu thuẫn gia đình nên y ra tay sát hại vợ. Tuy nhiên, theo dư luận thì Chánh có nhân tình. Vưu Hữu Chánh sau đó đã bị Tòa án nhân dân tuyên án tử hình.